# Cruz de Schalburg

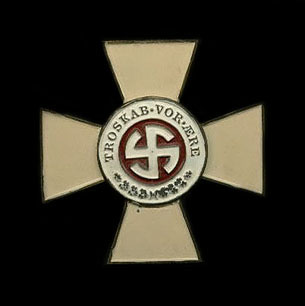
Cruz de Schalburg.

La Cruz de Schalburg (en danés: Schalburgkors, en alemán: Schalburgkreuz) fue una condecoración otorgada a oficiales, suboficiales y hombres alistados en el cuerpo danés de Schalburg durante la Segunda Guerra Mundial.

## Historia
La fecha en que se instituyó la Cruz de Schalburg es desconocida. Podría ser más tarde de 1943, de lo contrario aparecerían imágenes de ellas en uso. Fue nombrada en honor a Christian Frederik von Schalburg, comandante del Frikorps Danmark que murió en operaciones de combate en la bolsa de Demyansk en 1942. La cruz fue fabricada por la firma danesa Heimbürger en Copenhague.
La cruz fue otorgada a los miembros del Cuerpo de Schalburg para el reconocimiento del servicio contra el movimiento de resistencia danés y para aquellos que servían o morían en acción en el Frente Oriental. Se ha registrado una vez que se otorgó una cruz a un miembro del Cuerpo de Schalburg muerto en acción, probablemente por la resistencia.
La Cruz de Schalburg estaba destinada a llevarse en el bolsillo izquierdo del uniforme. Según los historiadores militares, algunas de las cruces no emitidas fueron descubiertas en el cuartel general de Schalburg después de la retirada de los alemanes en mayo de 1945 y fueron guardadas como recuerdos por la población danesa. De hecho, las historias han circulado ampliamente de que fueron entregadas a miembros de las multitudes que acudieron a las calles de Copenhague en mayo de 1945 después de la liberación de las tropas alemanas.

## Clases
Se emitieron dos clases, una para oficiales y suboficiales y la otra para alistados. Ambas cruces fueron golpeadas y miden 50 mm x 50 mm.
Los hombres alistados llevaban una cruz pintada en color blanquecino con bordes exteriores dorados. La cruz tiene un medallón en el centro, que se suelda a la cruz. El medallón tiene la inscripción dorada "Nuestro honor es Lealtad" (en danés: Troskab er Vor Ære) y las hojas doradas de roble debajo. En el anillo interior hay una esvástica en movimiento blanca con una pintura roja opaca en el fondo.
La cruz de oficiales tiene los mismos colores pero fue hecha de esmalte con la cruz siendo blanca. La pintura roja en el medallón fue sustituida por un esmalte rojo opaco y las hojas de roble están doradas.
El reverso en ambas cruces es plano, con una forma de cucharada en el centro y un solo alfiler dorado largo en la parte superior de la cruz. En las insignias esmaltadas se conocen alrededor de 5 a 6 decoraciones en Dinamarca.
- Datos: Q7430934
- Multimedia: Schalburgkreuz / Q7430934